# Eulenpass
Der Eulenpass ist ein Gebirgspass im östlichen Riesengebirge. Er verbindet das polnische Wilcza Poręba (deutsch: Wolfshau), einen südlichen Stadtteil von Karpacz (de: Krummhübel), mit Malá Úpa (de: Kleinaupa) in Tschechien.

## Lage
Der Pass am Bergsattel zwischen der Schwarzen Koppe (polnisch: Czarna kopa, tschechisch: Svorova hora) bzw. deren Vorgipfel Mittelberg (pl: Średnia Kopa, 1230 m) im Westen und dem Tafelstein (pl: Skalny Stół, cs: Tabule) im Osten ist mit seinen sanften Hängen im Gelände wenig auffallend. Nur der Nord-Westhang zum Eulengrund (pl: Sowia Dolina, cs: Soví dolina) hin besitzt eine größere, teils schroffe Steilheit. In mehrfacher Hinsicht verlaufen hier Grenzen. Auf dem Hauptkamm des Gebirges verläuft seit 1526 nahezu unverändert eine Grenze zwischen zwei politischen Einflussgebieten.

## Geologie
Entlang der Gesteinsbruchlinien im Bereich der Einsattelung führte die Erosion zu dem tief eingeschnittenen Tal der Plagnitz (pl: Płomnica) im Norden und dem Eulenbachtal (cs: Soví potok), das weniger markant in südlicher Richtung verläuft.
Die Täler bilden somit eine geologische Grenze, die den östlichen Hauptkamm des Riesengebirges vom Schmiedeberger Kamm trennt. Letzterer ist ein Überbleibsel der östlichen metamorphen Gesteinshülle der Granit-Intrusion, die das Riesengebirge entstehen ließ. Diese Hülle besteht hauptsächlich aus Gneis, Glimmerschiefer, Grünschiefer, die von zahlreichen Gesteinsadern aus Pegmatit, Aplit und Quarzit durchzogen wird.

## Hydrologie
Ein Gebirgspass stellt auch immer eine Wasserscheide dar, wie hier zwischen den Flusssystemen Elbe und Oder. Damit ist eine weitere Grenzlinie gefunden: während das Wasser der Plagnitz am Nordhang der Ostsee zufließt, findet das nasse Element im Soví potok auf der Südseite den Weg in die Nordsee.

## Namen
Der Name der Passhöhe selbst leitet sich sowohl im Tschechischen mit Soví sedlo wie auch im Polnischen mit Przełęcz Sowia von der Namensgebung durch die deutschen Siedler ab. Zu deren Zeiten waren noch weitere Bezeichnung üblich und so war von der „Schwarzen Drehe“, der „Fichtiglehne“ oder kurz „Fichtig“ die Rede, wenn man sich auf den gesamten, waldreichen und daher vom Tal aus dunkel wirkenden Sattel bezog.
Wald ist auch namensgebend für den Zweitnamen des Schmiedeberger Kamms, der als Forstkamm bekannt war. Der tschechische Name für dieses Gebiet lautet Lesní hřeben (übersetzt Waldkamm), polnisch wird es nach der Stadt Kowary Kowarski Grzbiet oder auch Střecha (= Dach) genannt. Der vom Pass nach Westen führende Gipfelgrat wurde bis zur Schneekoppe auch als Riesenkamm bezeichnet, dies findet seine Entsprechung im tschechischen Obří Hřeben, nicht aber im polnischen Czarny Grzbiet, das vielleicht etwas irreführend mit Schwarzer Kamm zu übersetzen wäre. Tatsächlich bezieht sich der polnische Name aber auf die Farbe (czarna = schwarz) des Glimmerschiefers, aus dem der Bergkamm überwiegend aufgebaut ist, und nicht auf den dunklen Wald.

## Geschichte
Das Gebiet ist seit dem 14. Jahrhundert für seine reichen Edelstein- und Metallvorkommen bekannt und erst in den 50er Jahren des 20. Jahrhunderts wurden im Eulengrund die letzten bergbaulichen Arbeiten durchgeführt. Die wirtschaftliche Bedeutung des Passes galt wahrscheinlich nicht nur für die hiesigen Schmuggler, die auf ihren Kraxen zentnerschwere Lasten zwischen zwei unterschiedlichen Märkten verschoben, nachdem Schlesien 1748 von Österreich getrennt und von Preußen annektiert worden war.
Vor dem Beitritt der beiden Nachbarstaaten zum Schengen-Abkommen war hier wie an vier weiteren Stellen im Riesengebirge ein touristischer Grenzübergang für Fußgänger und Skiläufer eingerichtet. 

Im Sommerhalbjahr (1. April bis 30. September) waren die Zeiten für den Grenzübertritt auf 8–20 Uhr, während des Winterhalbjahrs (1. Oktober bis 31. März) auf 9–16 Uhr festgelegt.

## Tourismus und Naturschutz
Der Pass liegt auf dem Gebiet des Karkonoski Park Narodowy (KPN) in Polen und in Tschechien im Krkonošský národní park (KRNAP), daher dürfen die befestigten Wege nicht verlassen werden.
Die Wanderwege sind farblich markiert:

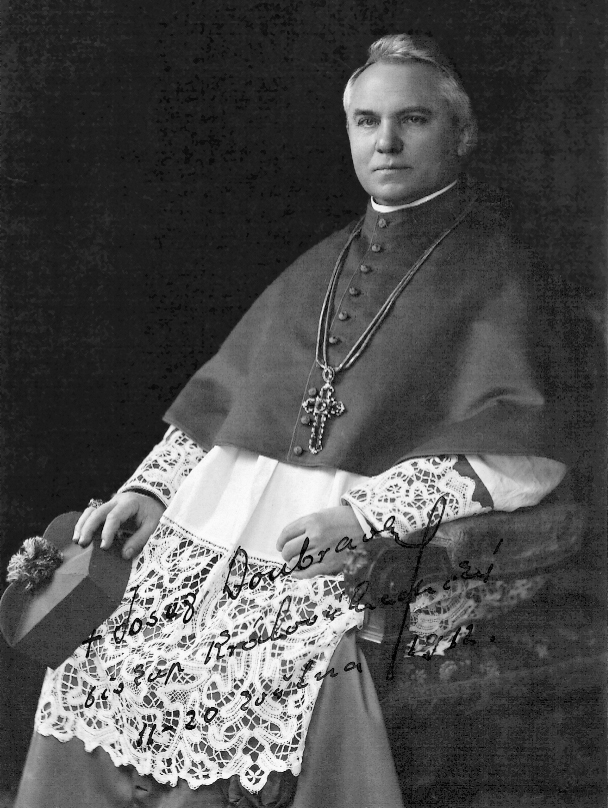
Bischof Josef Doubrava um 1912

| ▬ | Rot gekennzeichnet zieht sich der Weg der polnisch-tschechischen Freundschaft den Grat entlang. Dieser binationale Wanderweg trägt bei den Tschechen den Namen Cesta česko-polského přátelství und heißt Droga Przyjaźni Polsko-Czeskiej bei den Polen. Er verbindet vom Reifträger (pl: Szrenica, cs: Jínonoš) im Westen kommend, die meisten Gipfel entlang des Hauptkamms des Riesengebirges und führt kurz nach dieser Stelle, nach Osten abzweigend, hinunter zu den Grenzbauden am Grenzpass (pl: Przełęcz Okraj), wo er sein östliches Ende hat.            |
| ▬ | Blau markiert führt der andere Zweig in nordöstlicher Richtung der Landesgrenze folgend zum Tafelstein hinauf. |
| ▬ | Schwarz beschildert geht es auf der Nordseite durch den Eulengrund steil nach Wolfshau hinab. |
| ✘ | Gegenüber, auf der Südseite, verläuft ein Forstweg ohne Markierung hinunter durch den Löwengrund (cs: Lví důl) nach Kleinaupa. Es handelt sich um den Bischof-Doubrava-Steig (cs: Chodník biskupa Doubravy), der nach dem ehemaligen Bischof von Königgrätz Josef Doubrava (1852–1921) benannt ist. Dieser war ein begeisterter Tourist und erwanderte in Amtskleidung die Kämme des Riesengebirges. Der Bau des Wegs wurde 1885 von der Gräfin Aloisia von Czernin-Morzin in Auftrag gegeben und trug lange den Namen „Vorderer Löwenweg“ (cs: Přední Lví cesta). |